# Fritz Hartnagel
Friedrich „Fritz“ Hartnagel (* 4. Februar 1917 in Ulm; † 29. April 2001 in Stuttgart) war Jurist und während des Zweiten Weltkrieges Soldat der Wehrmacht, zuletzt im Offiziersrang eines Hauptmanns. In den 1950er Jahren engagierte sich Hartnagel, nun Richter in Stuttgart, gegen die Wiederbewaffnung der Bundesrepublik. Er war der Verlobte von Sophie Scholl.

## Leben
Fritz Hartnagels Eltern, Friedrich Hartnagel (1879–1957) und Barbara Hartnagel geb. Strobl (1878–1945), kamen aus bescheidenen Verhältnissen. Sein Vater hatte eine kleine Firma aufgebaut.
Fritz Hartnagel meldete sich im Frühjahr 1936 nach einem vorgezogenen Abitur freiwillig für eine Offizierslaufbahn und war bis zum Ende des Zweiten Weltkriegs Berufsoffizier der Wehrmacht. 1937 lernte er bei einer Tanzveranstaltung Sophie Scholl kennen. Unter ihrem Einfluss und nach Erlebnissen an der Front (unter anderem in der Schlacht von Stalingrad) wandelte er sich vom begeisterten Soldaten zum Gegner von Krieg und NS-Diktatur. Er unterstützte die Widerstandsaktivitäten mit Nachrichten über Kriegsverlauf und Kriegsverbrechen und mit Geldbeträgen (unter anderem 1000 Reichsmark), ohne in sie eingeweiht zu sein.
Auch nach der Hinrichtung von Hans und Sophie am 22. Februar 1943 stand Hartnagel der Familie Scholl bei. Zunächst kamen die Eltern Robert und Magdalena sowie die Schwestern Inge und Elisabeth in Sippenhaft. Im Mai 1943 wurde Robert Scholl wegen Hörens ausländischer Sender („Feindsender“) zu 18 Monaten Gefängnis verurteilt. Hartnagel hatte zuvor vergebens ein Gnadengesuch für ihn eingereicht, unterstützte die Familie Scholl finanziell und zeigte sich trotz erheblichen Drucks der Ulmer Kreisleitung der NSDAP mit ihr in der Öffentlichkeit. Nach der Hinrichtung der Geschwister Scholl erwog er ernsthaft, sich in den Mannschaftsstand versetzen zu lassen. Robert Scholl redete ihm dies aus, auch weil er befürchtete, dass ihm dies als schlechter Einfluss auf Fritz Hartnagel angelastet werden könnte.
Hartnagel stellte sich am 14. April 1945 in Halle (Saale) den US-Truppen und war bis September 1945 in US-amerikanischer Kriegsgefangenschaft. Im Oktober 1945 heiratete er in Ulm Elisabeth Scholl (1920–2020), eine Schwester von Sophie. Das Ehepaar bekam vier Söhne: Thomas (* 1947), später Historiker, Jörg (* 1949), Klaus (* 1952) und Martin (* 1956).
Im April 1946 begann Hartnagel ein Jura-Studium an der Ludwig-Maximilians-Universität München. Im Rahmen der Entnazifizierung wurde er von der Spruchkammer Ulm-Stadt zunächst als „Mitläufer“ eingestuft und zu einer Geldbuße von 200 Reichsmark verurteilt. Dies hätte ihn von der Fortsetzung des Jura-Studiums ausgeschlossen. Er legte Einspruch dagegen ein und brachte eine ausführliche schriftliche Stellungnahme vor, in der er unter anderem detailliert auf seine Rolle als aktiver Offizier sowie seine Freundschaft zu Sophie Scholl und ihrer Familie einging. Die Spruchkammer nahm danach, auch angesichts von Zeugenaussagen, ihren Bescheid zurück und sprach Hartnagel frei. In der Begründung hieß es: „Der Betroffene hat Widerstand geleistet, wo persönlicher Mut, Einsatz und Opferbereitschaft dazu gehörten. Sein Widerstand war nicht darin erschöpft zu kritisieren, zu meckern und abfällige Bemerkungen über die nationalsozialistische Gewaltherrschaft fallenzulassen, sondern er hat durch die Tat seine weltanschauliche Gegnerschaft dargetan.“
Hartnagel führte sein Jura-Studium weiter und schloss es ab. Von 1949 bis 1952 arbeitete er zunächst als Referendar, dann als Assessor am Amtsgericht Ulm. 1952 wurden Fritz und Elisabeth Hartnagel Mitglieder der SPD. Er engagierte sich insbesondere gegen die Wiederbewaffnung und baute die Organisation Internationale der Kriegsdienstgegner zur Beratung von Kriegsdienstverweigerern mit auf. Er verließ den IdK später und schloss sich dem Verband der Kriegsdienstverweigerer an, in dessen Bundesvorstand er 1968 gewählt wurde.
Hartnagel wirkte zuletzt als Vorsitzender Richter am Landgericht Stuttgart. Er engagierte sich aktiv und vielfältig in der Friedensbewegung. Der Richter im Ruhestand nahm im September 1983 an einer längeren gewaltfreien Blockade gegen die auf der Mutlanger Heide stationierten US-amerikanischen Pershing-II-Raketen teil. Dafür wurde er wegen Nötigung vom Amtsgericht Schwäbisch Gmünd zu einer Geldstrafe von 20 Tagessätzen verurteilt. Sein Schlusswort kann als sein politisches Vermächtnis gelten: „Ich habe ein gutes Gewissen. Es wäre zu pathetisch, wenn ich sagen würde, ich bin stolz darauf. Aber es gibt mir ein Gefühl der Befriedigung und Erleichterung, mit dabei gewesen zu sein bei den vielen, die ihrem ohnmächtigen Protest gegen den Wahnsinn des atomaren Wettrüstens durch ein sichtbares Zeichen Ausdruck gegeben haben.“ Hartnagel schloss mit dem Appell: „Hören Sie auf, die Friedensbewegung zu kriminalisieren, sprechen Sie sie frei!“
Erst nach Fritz Hartnagels Tod wurde der umfangreiche Briefwechsel zwischen ihm und Sophie Scholl veröffentlicht.